# دلداری‌دهندگان تنهایی
«دلداری‌دهندگان تنهایی» (به انگلیسی: Consolers of the Lonely) آلبومی از گروه موسیقی آلترنتیو راک راکانترز است که در سال ۲۰۰۸ میلادی منتشر شد.